# Barota

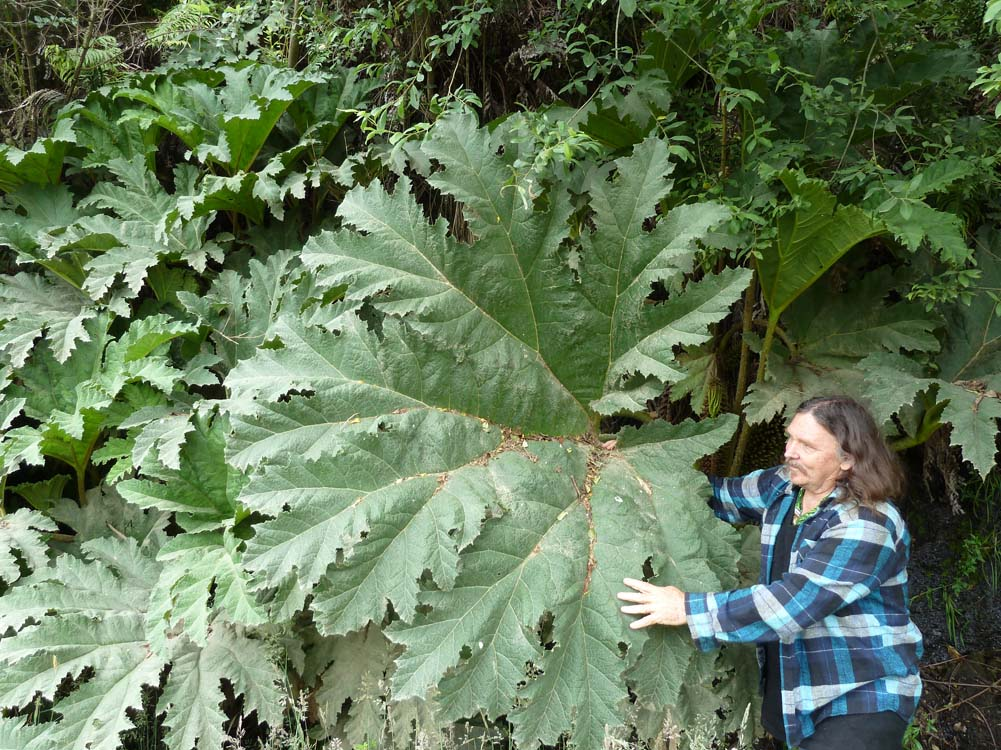
Obří list baroty čilské (G. tinctoria)

Barota (Gunnera), česky též batora či gunera, je jediný rod čeledi barotovité (Gunneraceae) z řádu barototvaré (Gunnerales) vyšších dvouděložných rostlin. Rod i čeleď jsou pojmenovány po norském botanikovi Johanu Ernstu Gunnerovi. Jsou to malé až velmi rozměrné, většinou vytrvalé byliny s drobnými květy v bohatých hroznovitých či klasovitých květenstvích. Plodem je peckovice. Baroty mají na stonku specializované žlázky se symbiotickými sinicemi rodu Nostoc, fixujícími vzdušný dusík. Rod zahrnuje asi 63 druhů a je rozšířen převážně na jižní polokouli: v Latinské Americe, Africe, tropické Asii, na Tasmánii a Novém Zélandu. Nejvíce druhů roste v jihoamerických Andách, zejména v Kolumbii. Velkolisté druhy, zejména barota rukávovitá a barota čilská, jsou pěstovány jako efektní trvalky. Z drobnějších druhů se pěstuje jako skalnička zejména Gunnera magellanica. Některé druhy se používají pomístně i jako zelenina nebo slouží v domorodém lékařství.

## Popis
Baroty jsou většinou vytrvalé, drobné až velmi rozměrné byliny. Část druhů má vystoupavý nebo plazivý stonek zakončený růžicí dlouze řapíkatých listů, které mohou dosahovat délky až 5 metrů. Stonek bývá pokrytý jizvami po opadlých listech. Jiná skupina druhů má krátké, vzpřímené stonky s menšími listy (4 cm až 1 m) a prostřednictvím výběžků vytváří porosty. Drobný jihoamerický druh Gunnera herteri je jednoletý. Listy jsou střídavé, krátce až dlouze řapíkaté, nahloučené na konci stonků, s podlouhlou až ledvinitou nebo štítnatou čepelí. Listy jsou na okraji zubaté, vroubkované nebo dlanitě laločnaté. Žilnatina bývá u velkolistých druhů dlanitá, na rubu velmi vystouplá a tvořící žebra, u druhů s menšími listy může být od báze vícežilná až zpeřená a ne tak vystouplá. Vrchol stonku bývá pokrytý četnými listeny.
Květy jsou drobné, dvoustranně souměrné, jedno nebo oboupohlavné, v bohatých úžlabních nebo zdánlivě vrcholových, vzpřímených, jednoduchých nebo složených hroznech či klasech. Kalich i koruna v počtu 2 plátků, někdy redukované, koruna může zcela chybět. Kalich je někdy dužnatý. Tyčinky jsou zpravidla 2 (někdy jen 1) a mají krátké nitky. 
Gyneceum je synkarpní, spodní, srostlé ze 2 plodolistů a nesoucí 2 volné čnělky. Obsahuje jedinou komůrku s jedním vajíčkem. Plodem je zelená až jasně červená (výjimečně bílá nebo žlutá), jednosemenná peckovice s kožovitým až dužnatým oplodím. Semena obsahují drobné embryo a hojný olejnatý endosperm.

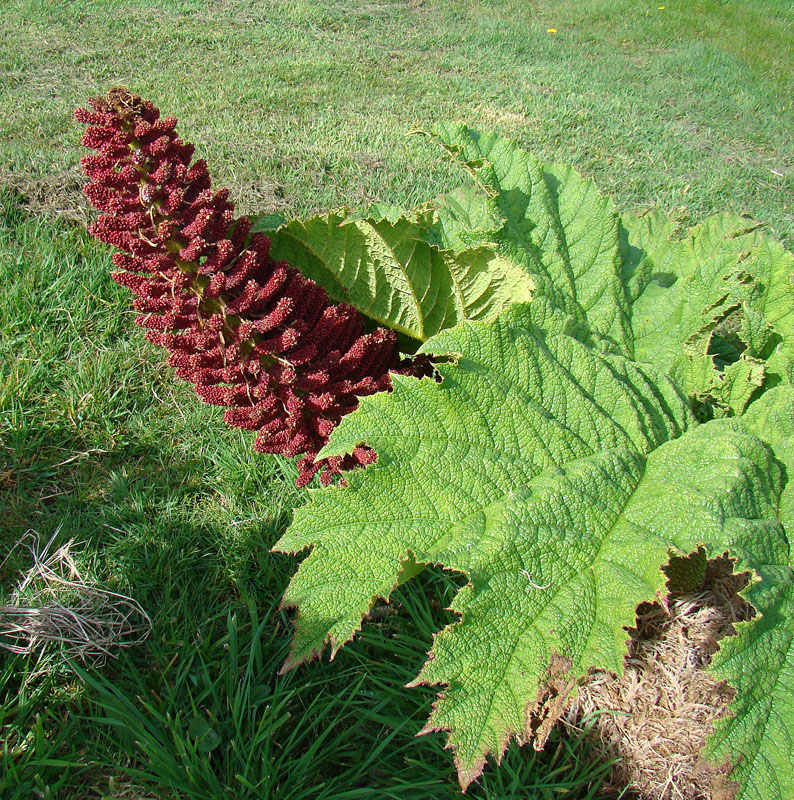
Kvetoucí barota čilská (Gunnera tinctoria)
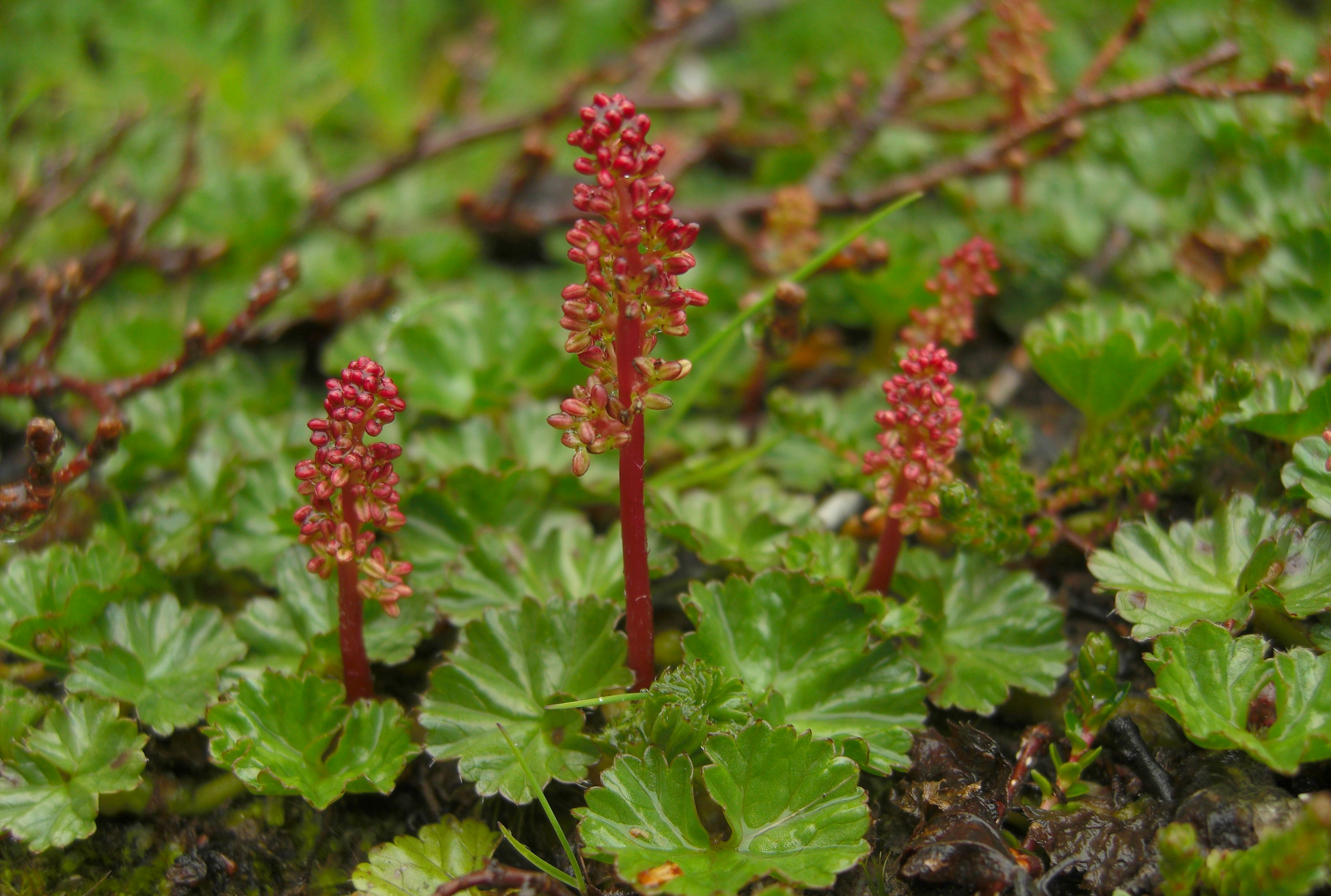
Drobný druh Gunnera magellanica
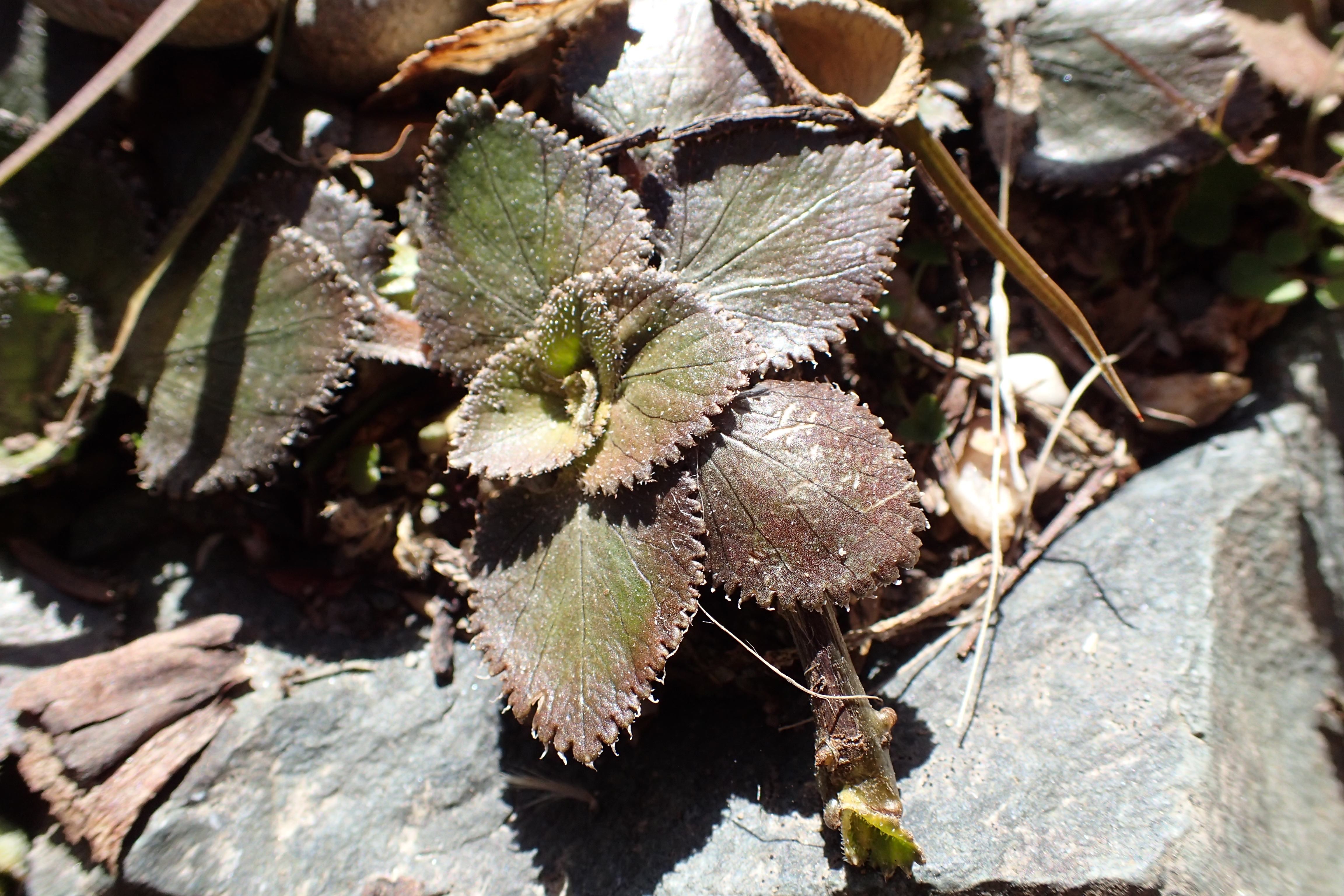
Novozélandská Gunnera hamiltonii
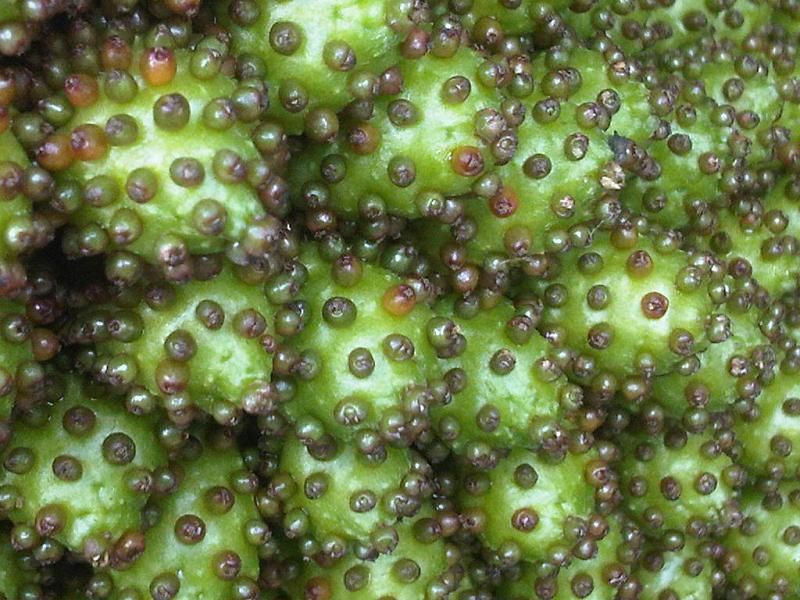
Detail plodenství baroty čilské s drobnými peckovičkami

## Rozšíření
Rod barota zahrnuje asi 63 druhů a je rozšířen především na jižní polokouli (tzv. gondwanské rozšíření) od tropů po oblasti mírného pásu. Na severní polokouli přesahuje pouze v tropickém pásmu, nejvýznamněji v Kolumbii, ojedinělé druhy i v Mexiku, Venezuele, Střední Americe, Havaji, východní Africe a Malajsii.
Rod je zastoupen s velmi rozdílnou četností na všech kontinentech s výjimkou kontinentální Austrálie. Areál v Americe sahá v téměř nepřerušovaném pásu od jižního Mexika přes Střední Ameriku a jihoamerické Andy až po Patagonii, izolované areály jsou v jižní Brazílii a Uruguayi. Rod je zastoupen též na Havaji a Ostrovech Juana Fernándeze.
Největší počet druhů roste v jihoamerických Andách, kde jsou rozšířeny od Kolumbie a severní Venezuely až po Patagonii. Centrum druhové diverzity je v Kolumbii, odkud je uváděno celkem 23 druhů, z toho 16 endemických.
Nejdále na jih, až po Ohňovou zemi, zasahují druhy Gunnera lobata a Gunnera magellanica. Posledně jmenovaný druh roste i na Falklandách.
Další centrum druhové diverzity je na Novém Zélandu, odkud je uváděno až 10 druhů. Všechny jsou endemické, pouze druh Gunnera monoica roste i na Chathamských ostrovech. V ostatních částech světa jsou výskyty vesměs sporadické. V severní Tasmánii roste endemická Gunnera cordifolia. V tropické Asii od Malajského poloostrova po Novou Guineu roste Gunnera macrophylla, na Nové Guineji navíc endemická Gunnera reniformis. V Africe a na Madagaskaru roste pouze jediný druh, Gunnera perpensa. Na africké pevnině je tento druh rozšířen v horských oblastech ve šňůře nespojitých areálů od Etiopie po Jihoafrickou republiku.
Baroty rostou charakteristicky na vlhkých a podmáčených, chladných stanovištích od nížin do hor, v tropech až do nadmořských výšek nad 3000 metrů, zpravidla na minerálních (sopečných či písčitých) nebo rašelinných půdách chudých dusíkem. Nejčastěji bývají nacházeny na březích vodních toků, u vodopádů, na strmých svazích a ve vlhkých roklinách a v oblastech s extrémními srážkami, někdy též v hustých stinných lesích a mlžných lesích. Novozélandské druhy barota červenoplodá (G. dentata) a G. hamiltonii rostou ve vlhkých písečných prohlubních při mořském pobřeží. Rovněž jednoletý jihoamerický druh G. herteri roste na vodních vývěrech mezi pobřežními dunami. Andský druh Gunnera magellanica je charakteristický pro vysokohorský biotop páramo a vystupuje až do nadmořských výšek okolo 4000 metrů.

## Ekologické interakce

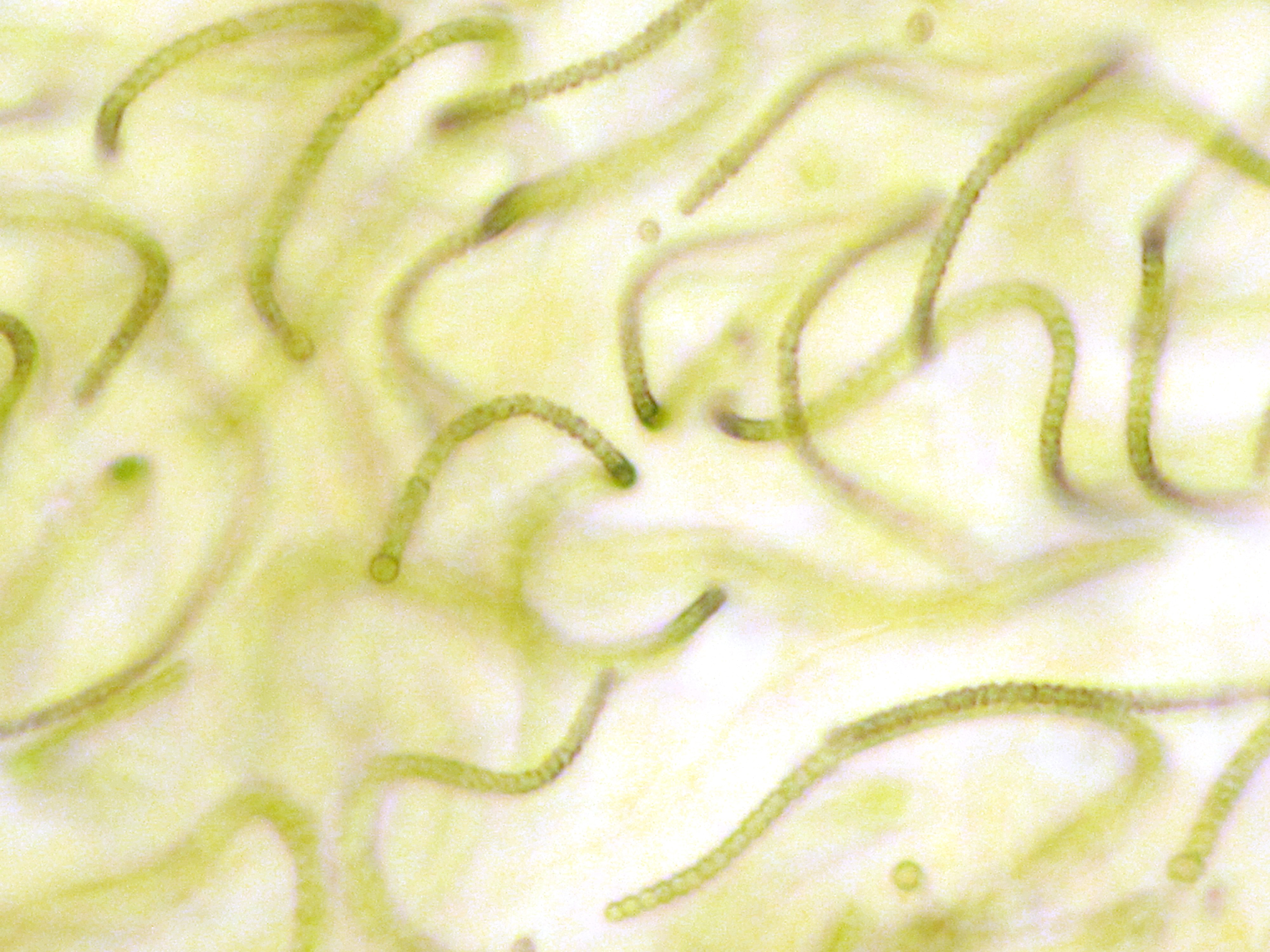
Sinice rodu Nostoc

Všechny druhy barot žijí v unikátní symbióze se sinicemi rodu Nostoc, které fixují vzdušný dusík. Jedná se o fakultativní endosymbiózu, přičemž oba partneři jsou schopni odděleného, samostatného života. Sinice se nacházejí na stonku ve specializovaných orgánech (žlázkách) při bázi listů, které produkují hojný sliz. Žlázky vznikají přeměněnou zakrnělých adventivních kořenů a mívají vlivem obsahu antokyanů nápadně červenou barvu. Formují se na hypokotylu již ve stádiu mladých semenáčků, jsou umístěny v blízkosti vyvíjejících se řapíků listů a mají podobu malých kopečků tkáně. K jejich vývoji není nutná přítomnost symbionta.
Produkovaný sliz láká symbiotické sinice a podporuje jejich růst na povrchu žlázek. Později sinice vrůstají do kanálků ve žlázkách a následně se dostávají dovnitř hostitelských buněk. V buňce sinice dále roste a dělí se, až vyplní většinu jejího obsahu. Po kolonizaci se na vrcholu rostoucího stonku začnou formovat další žlázky, které jsou následně rovněž infikovány.
Drobné květy v bohatých květenstvích neobsahují nektar a jsou opylovány větrem.

## Prehistorie
Nejstarší mikrofosílie (pylová zrna) rodu barota jsou známy z Jižní Ameriky a pocházejí ze začátku svrchní křídy z období turonu. Fosilní záznam je od tohoto období prakticky nepřetržitý, přičemž většina nálezů pochází z jižní polokoule a menší díl z některých oblastí severní polokoule. Tato pylová zrna jsou dobře rozpoznatelná a jsou nerozeznatelná od pylu dnešních zástupců. V průběhu svrchní křídy a raných třetihor byl areál rodu rozlehlejší než dnes. Na konci křídy, v období campan a maastricht, byl rod rozšířen v Antarktidě, Novém Zélandu, Austrálii, západní Africe a překvapivě i v Severní Americe. V období paleogénu se objevil i v nejjižnějších oblastech Jižní Ameriky, Indickém oceánu a Indickém subkontinentu. V neogénu ustoupil z většiny Severní Ameriky a objevil se na Nové Guineji.

## Taxonomie a jméno
Rod Gunnera popsal Carl Linné již v roce 1767. Typovým druhem je africká Gunnera perpensa. 
Rod byl pojmenován na počest norského botanika a duchovního jménem Johan Ernst Gunnerus (1718–1773).
V roce 1846 uveřejnil Jan Svatopluk Presl v díle Wšeobecný rostlinopis český název batora. Chybným přepisem došlo později k přesmyčce na barota a tento název se široce vžil.
V dřívějších systémech byla na základě podobné morfologie (spodní semeník, dvoučetné květy, přizpůsobení vlhkým biotopům) považována za nejblíže příbuznou čeleď Haloragaceae, do níž byl rod Gunnera někdy vřazován. Cronquist řadil čeleď Gunneraceae do řádu Haloragales.
Molekulární analýzy příbuznost Gunneraceae s čeledí Haloragaceae nepotvrdily. V systému APG I byla čeleď Gunneraceae ponechána nezařazená do řádu v rámci jádrových pravých dvouděložných (Core Eudicots). V systému APG II je již řád Gunnerales uveden a zahrnuje jedinou čeleď Gunneraceae, do níž je mimo rodu Gunnera zařazen i rod Myrothamnus. 
V pozdějších verzích systému APG (APG III, APG IV), je rod Myrothamnus řazen do samostatné čeledi Myrothamnaceae, která je sesterskou větví Gunneraceae.
Řád Gunnerales představuje podle výsledků fylogenetických studií bazální větev skupiny Core Eudicots a představuje tak jednu z nejstarších vývojových větví vyšších dvouděložných rostlin.

### Taxonomické členění

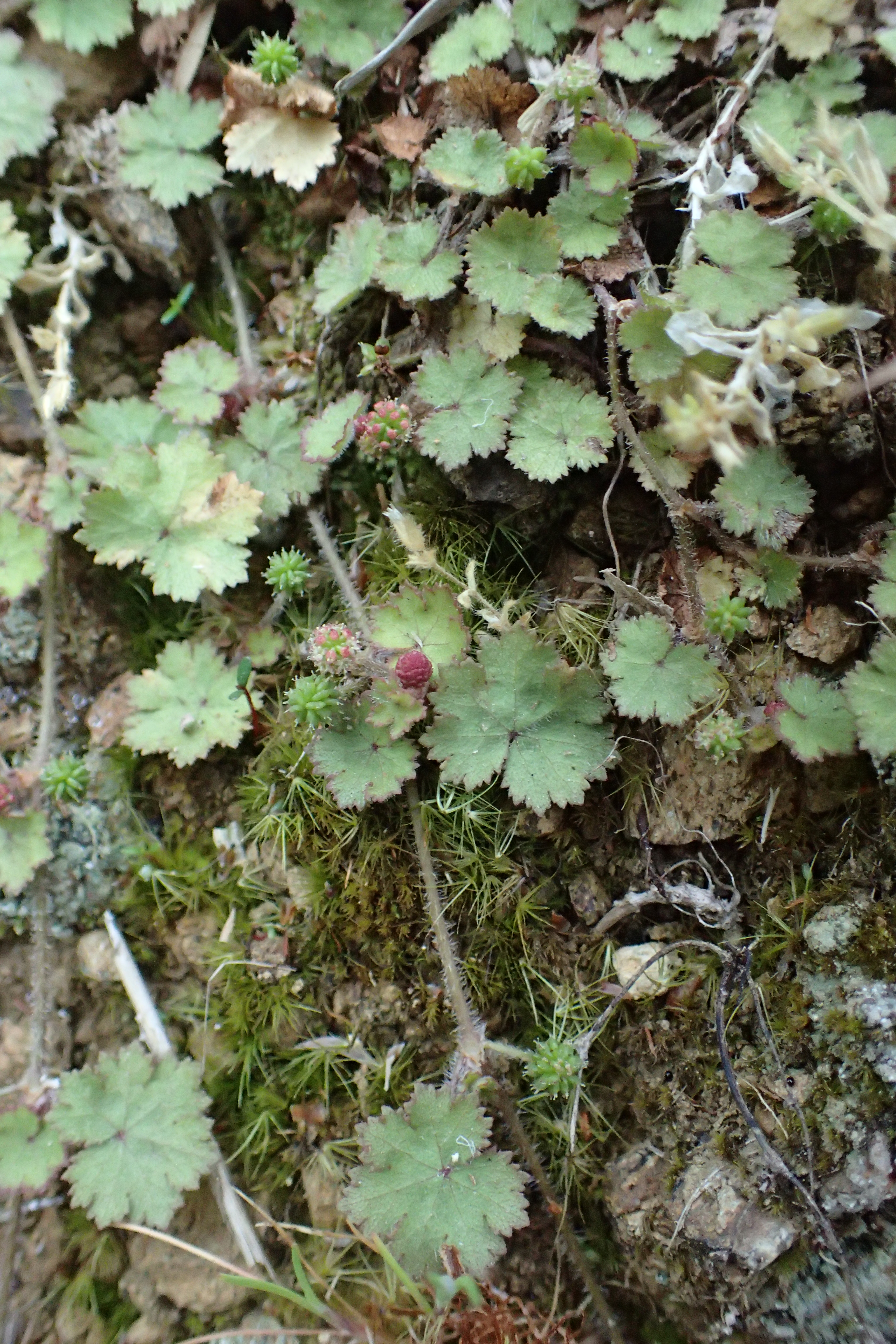
Výběžkatý druh Gunnera monoica (subgen. Milligania)

Rod Gunnera je na základě morfologie rozdělován do 6 podrodů s vyhraněnými areály zeměpisného rozšíření. Tři z nich jsou monotypické, tedy zahrnující jediný druh. Molekulární studie prokázaly, že všechny tyto podrody představují monofyletické skupiny.
- Subgen. Ostenigunnera: Pouze jediný druh (G. herteri), pocházející z pobřežních oblastí jižní Brazílie a Uruguaye. Drobná jednoletá bylina s čepelemi listů jen asi 1,4 cm dlouhými. Bazální vývojová větev celého rodu.
- Subgen. Gunnera: Jediný druh (G. perpensa), rozšířený v jižní a východní Africe a na Madagaskaru. Středně velké byliny s horizontálním, větvícím se oddenkem.
- Subgen. Pseudogunnera: Jediný druh (G. macrophylla) z tropické Asie od Malajského poloostrova po Novou Guineu. Středně velká bylina s dlouhým oddenkem a krátkými vzpřímenými stonky.
- Subgen. Milligania: Nízké dvoudomé výběžkaté byliny, tvořící porosty. Koruna redukovaná. Asi 6 druhů, z nichž 5 roste na Novém Zélandu a jeden na Tasmánii.
- Subgen. Misandra: Nízké výběžkaté, dvoudomé byliny s listovými čepelemi max. 5 cm dlouhými. Dva druhy, rozšířené od Kolumbie po Patagonii a na Falklandách.
- Subgen. Panke: Velké až velmi rozměrné pachykaulní byliny s dužnatými, až 3 m dlouhými stonky a čepelemi listů o průměru 25 cm až 3 metry. Největší podrod, zahrnující asi 50 druhů a rozšířený ve Střední a Jižní Americe, Mexiku, Havaji a Ostrovech Juana Fernándeze.[3]

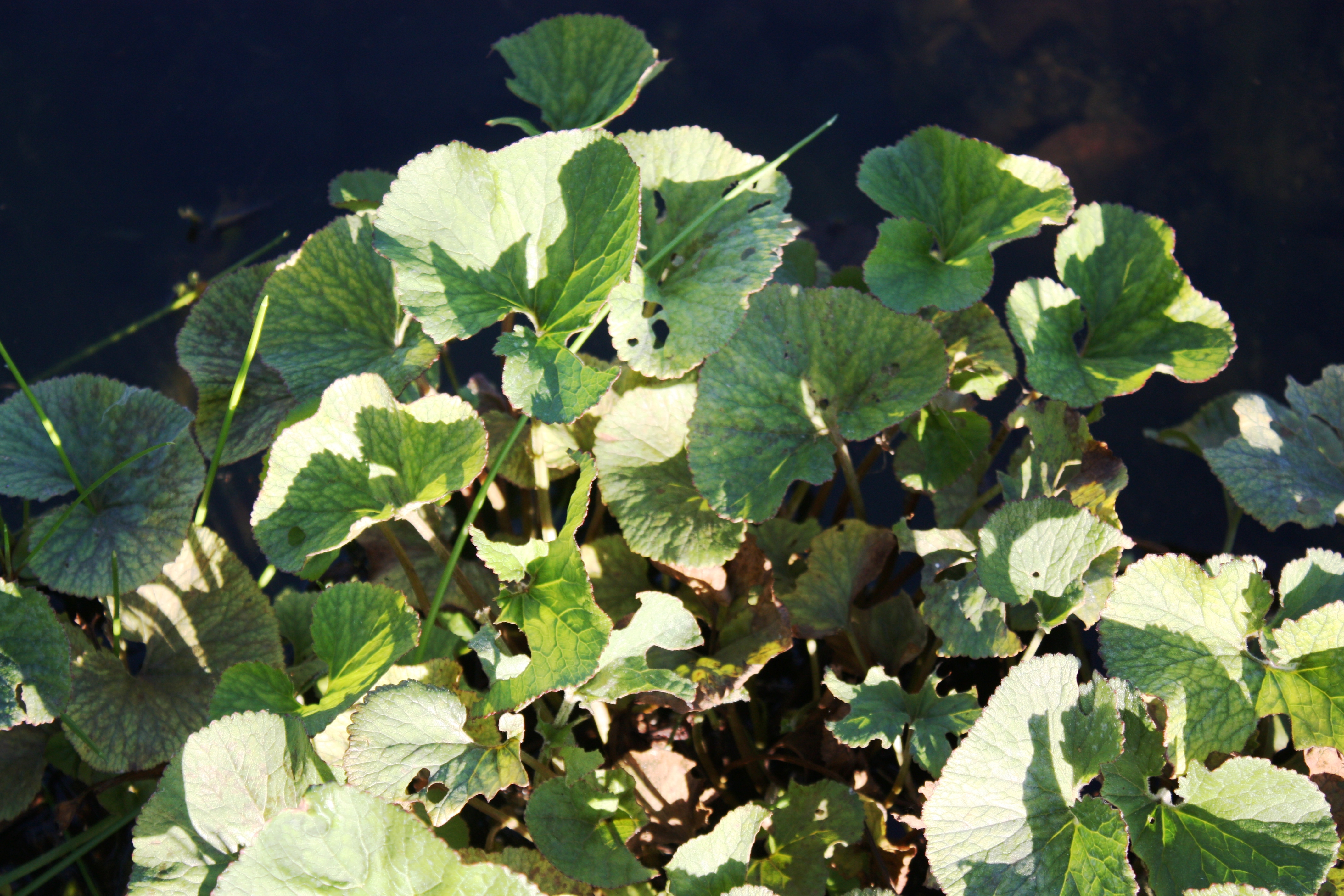
Gunnera perpensa (subgen. Gunnera)
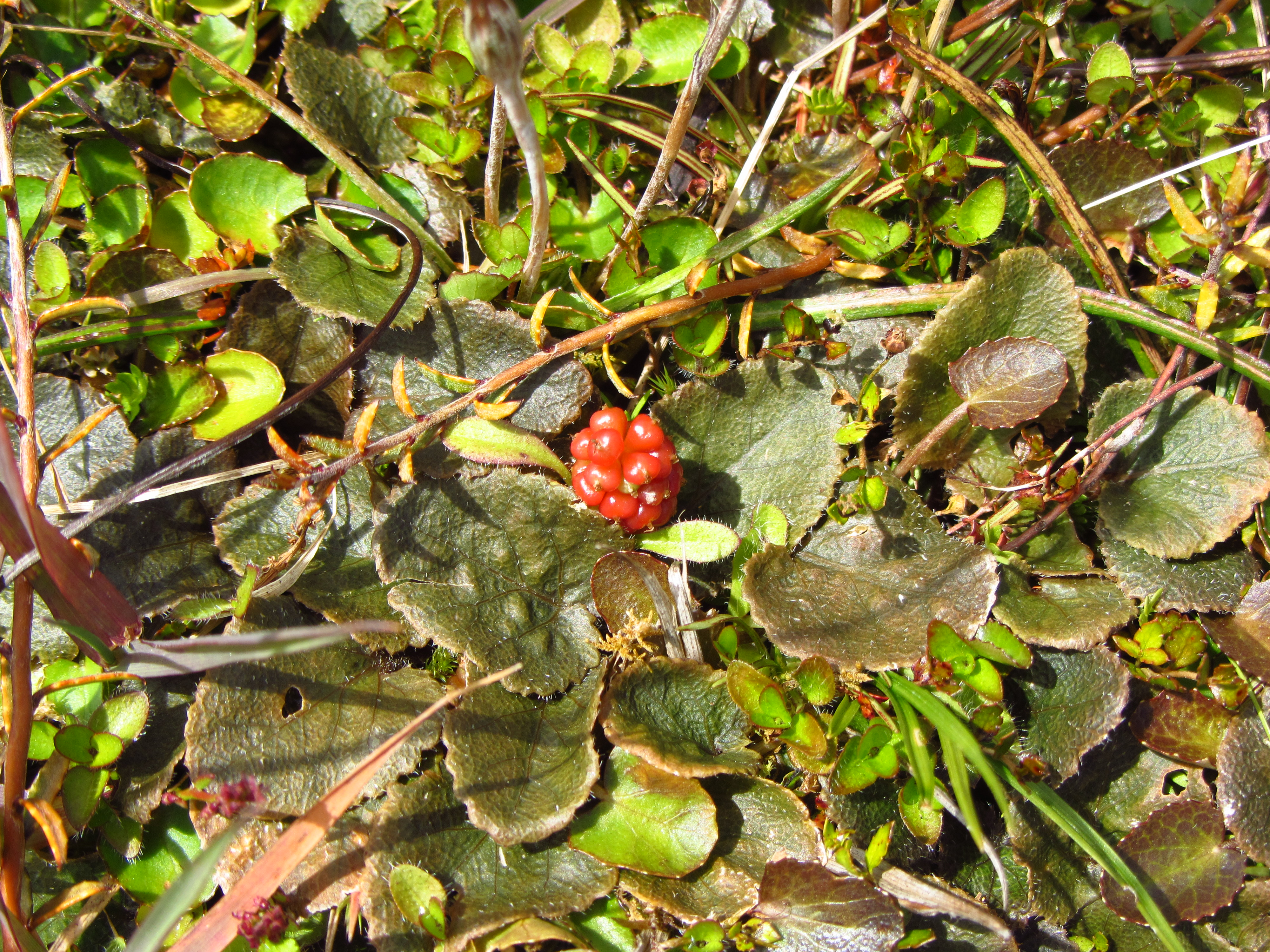
Gunnera prorepens (subgen. Milligania)
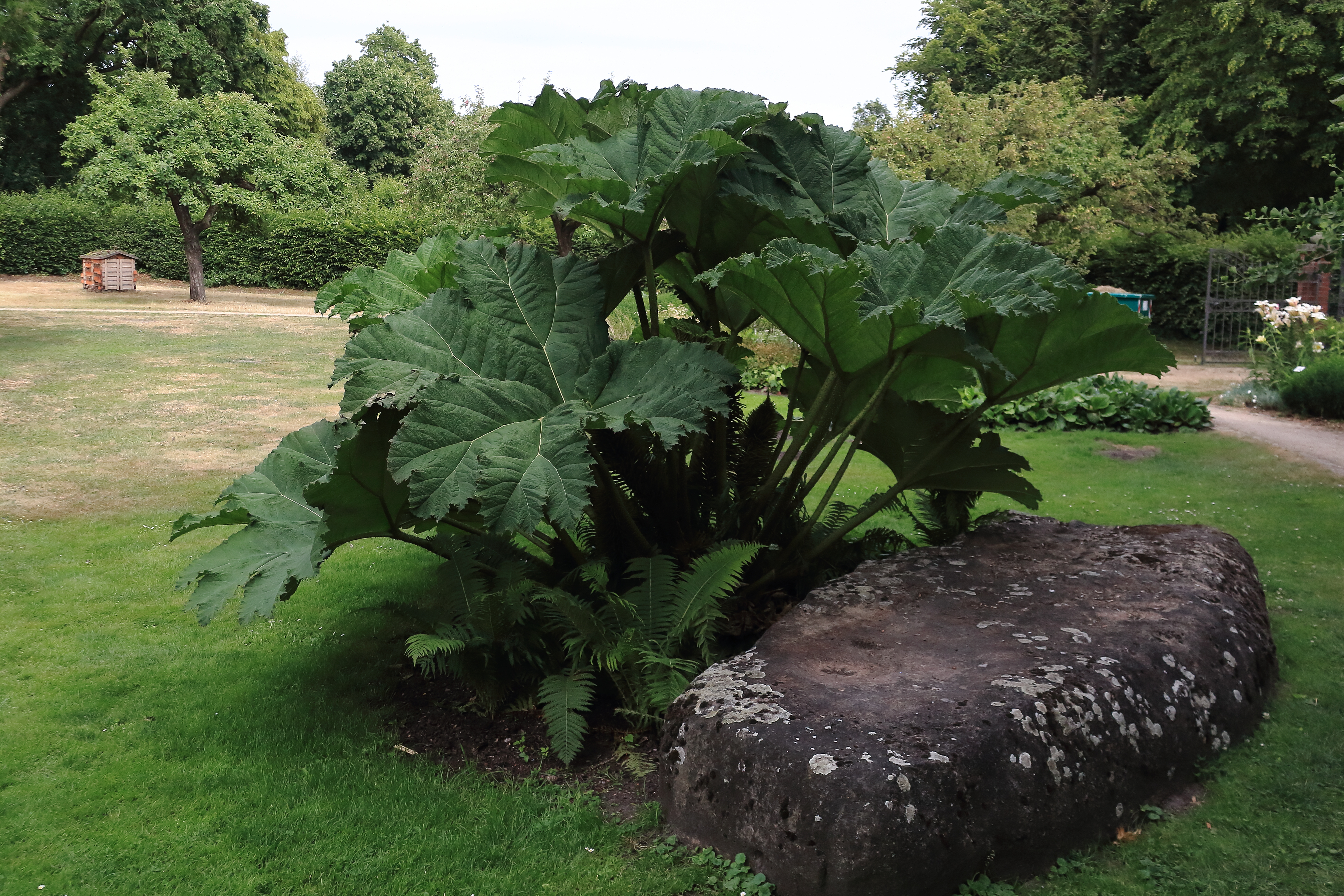
Gunnera macrophylla (subgen. Pseudogunnera)
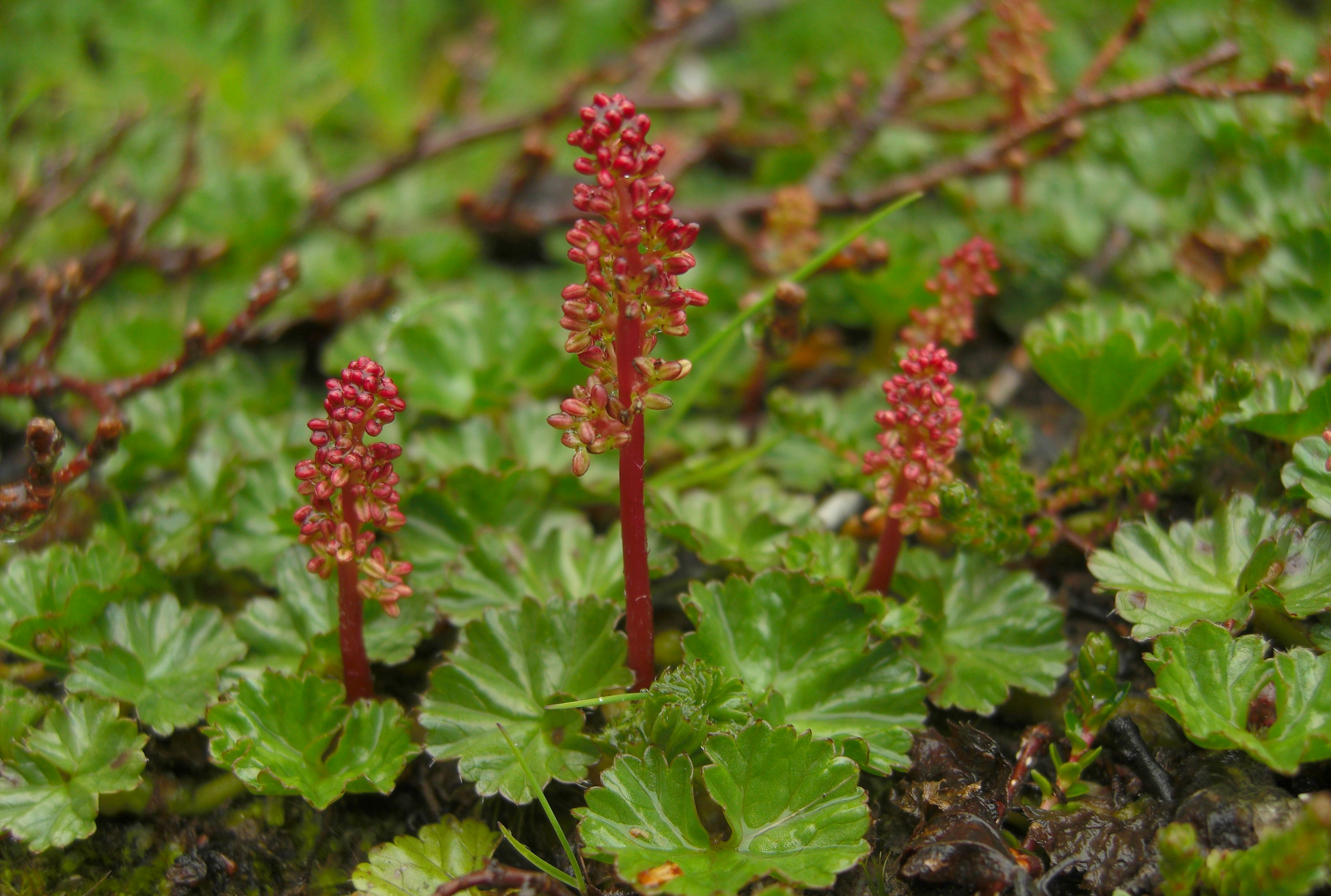
Gunnera magellanica (subgen. Misandra)
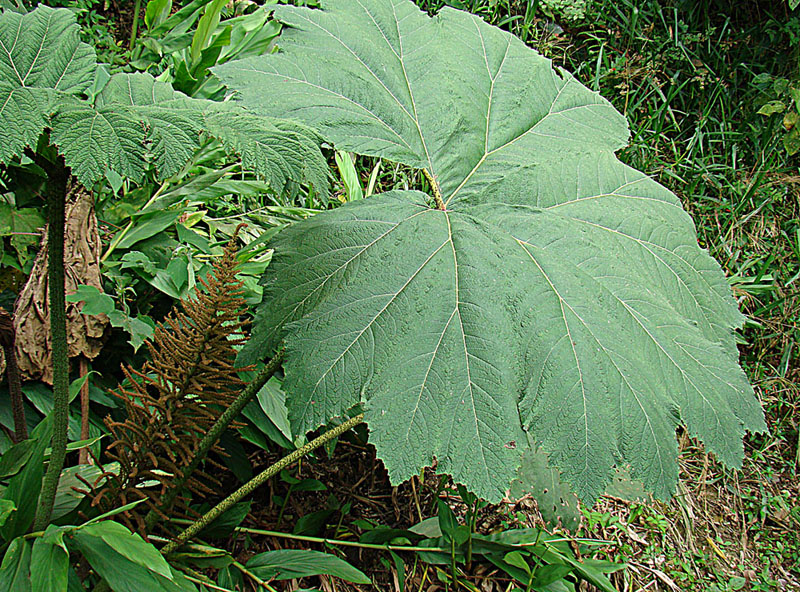
Gunnera tayrona (subgen. Panke)

### Vývojový strom roduGunnera
|  | subgen. Pseudogunnera |
|  |                       |
|  | subgen. Milligania    |
|  |                       |

|  | subgen. Panke    |
|  |                  |
|  | subgen. Misandra |
|  |                  |

|  | subgen. Pseudogunnera |
|  |                       |
|  | subgen. Milligania    |
|  |                       |

|  | subgen. Panke    |
|  |                  |
|  | subgen. Misandra |
|  |                  |

|  | subgen. Pseudogunnera |
|  |                       |
|  | subgen. Milligania    |
|  |                       |

|  | subgen. Panke    |
|  |                  |
|  | subgen. Misandra |
|  |                  |

|  | subgen. Pseudogunnera |
|  |                       |
|  | subgen. Milligania    |
|  |                       |

|  | subgen. Panke    |
|  |                  |
|  | subgen. Misandra |
|  |                  |

|  | subgen. Pseudogunnera |
|  |                       |
|  | subgen. Milligania    |
|  |                       |

|  | subgen. Panke    |
|  |                  |
|  | subgen. Misandra |
|  |                  |

|  | subgen. Pseudogunnera |
|  |                       |
|  | subgen. Milligania    |
|  |                       |

|  | subgen. Panke    |
|  |                  |
|  | subgen. Misandra |
|  |                  |

|  | subgen. Pseudogunnera |
|  |                       |
|  | subgen. Milligania    |
|  |                       |

|  | subgen. Panke    |
|  |                  |
|  | subgen. Misandra |
|  |                  |

|  | subgen. Pseudogunnera |
|  |                       |
|  | subgen. Milligania    |
|  |                       |

|  | subgen. Panke    |
|  |                  |
|  | subgen. Misandra |
|  |                  |

## Zástupci
- barota červenoplodá (Gunnera dentata)
- barota čilská (Gunnera tinctoria)
- barota jahodová (Gunnera prorepens)
- barota rukávovitá (Gunnera manicata)[1]

## Význam

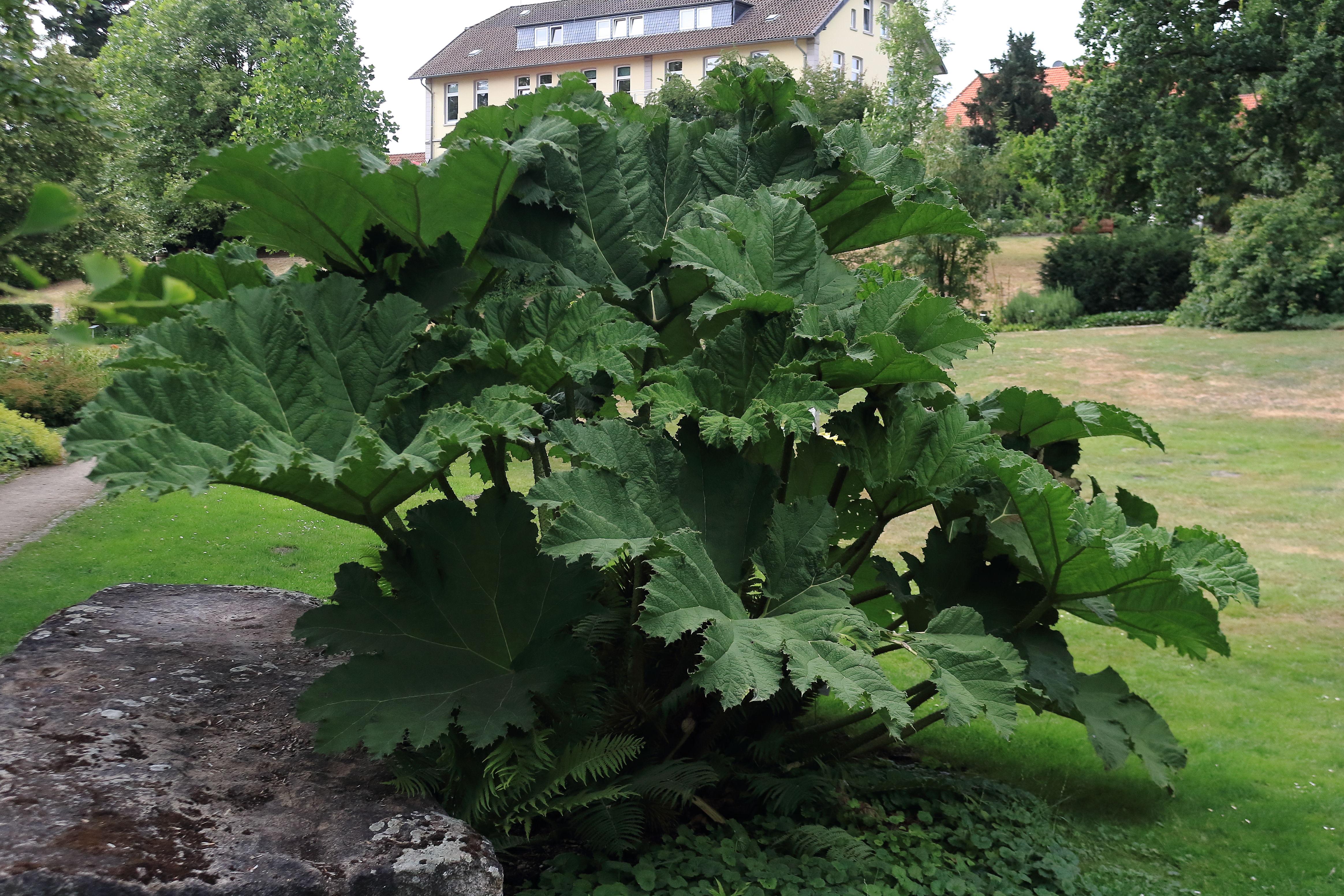
Gunnera macrophylla v botanické zahradě v německém Celle

Velkolisté druhy se pěstují jako zahradní trvalky s efektním olistěním. Kvetou v létě. Mezi nejčastěji pěstované náleží barota rukávovitá (G. manicata) a barota čilská (G. tinctoria).
Rostliny by měly být v létě chráněny před větrem, v zimě vyžadují dobrý kryt ze sena či kompostu. Za těchto podmínek jsou některé druhy schopny přežít i středoevropskou zimu. Potřebují stále vlhké stanoviště. Některé druhy vyžadují plné slunce, jiné preferují polostín. Menší druhy bývají pěstovány jako skalničky, zejména odolná Gunnera magellanica.
Množí se jarním nebo podzimním výsevem semen, drobnější druhy dělením na jaře.
Občas jsou v klimaticky příhodných oblastech světa pěstovány i jako rostliny zlepšující půdu, neboť ji vlivem symbiózy se sinicemi obohacují dusíkem. Stonky a řapíky Gunnera perpensa využívají afričtí domorodci k barvení, řapíky jsou též konzumovány jako salát.
Extrakt z oddenku tohoto druhu je v jižní Africe používán k léčení zánětu dělohy (endometritida) u lidí i zvířat. Listy mají antiseptické účinky a zevně slouží při ošetřování vředů a zranění, kořen též při impotenci, revmatismu, potížích s močovým ústrojím a poruchách menstruace.
Jako zelenina slouží na jihu Jižní Ameriky též řapíky baroty čilské, připomínající nakyslou chutí poněkud rebarboru.

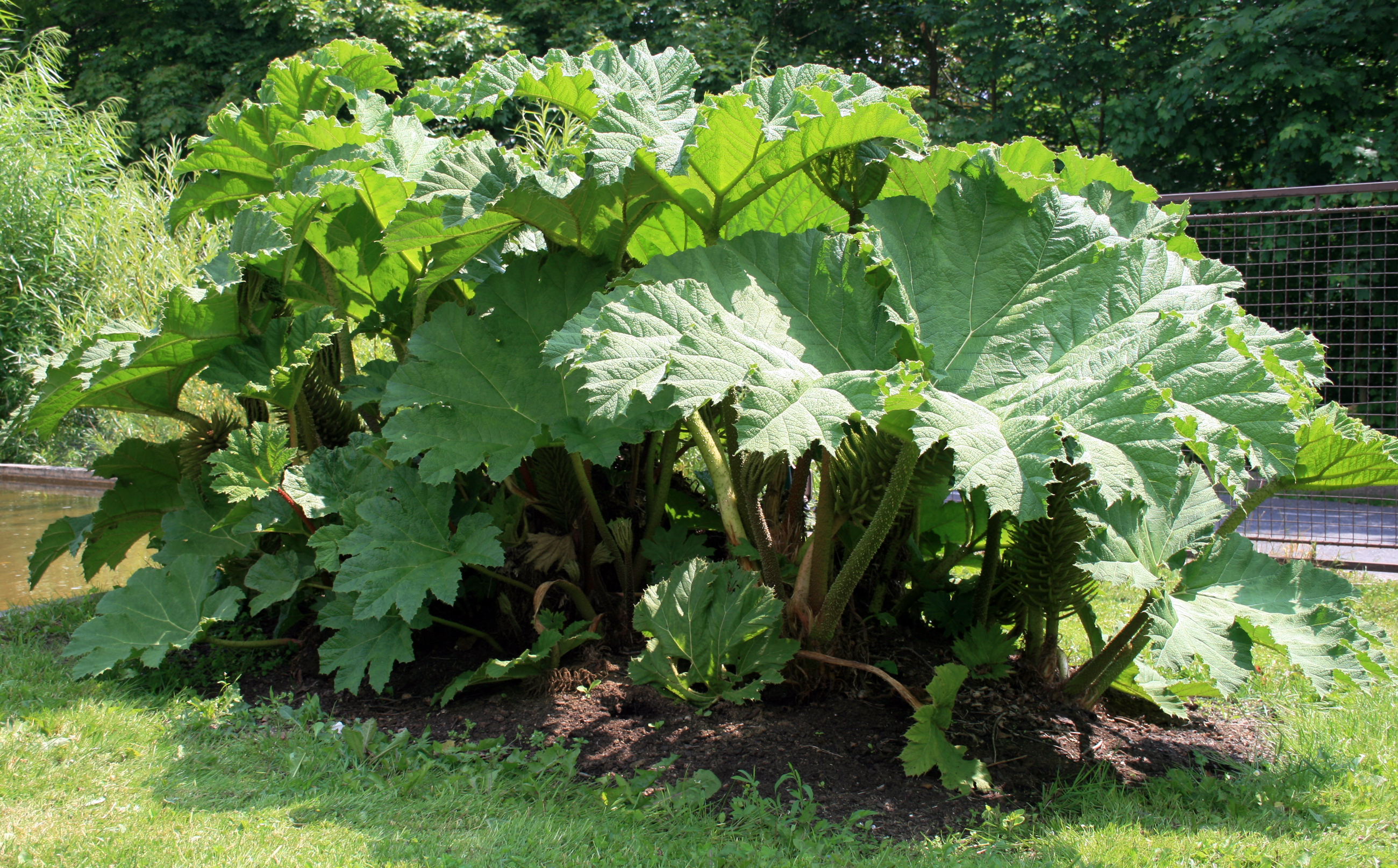
Barota čilská v botanické zahradě v Liberci
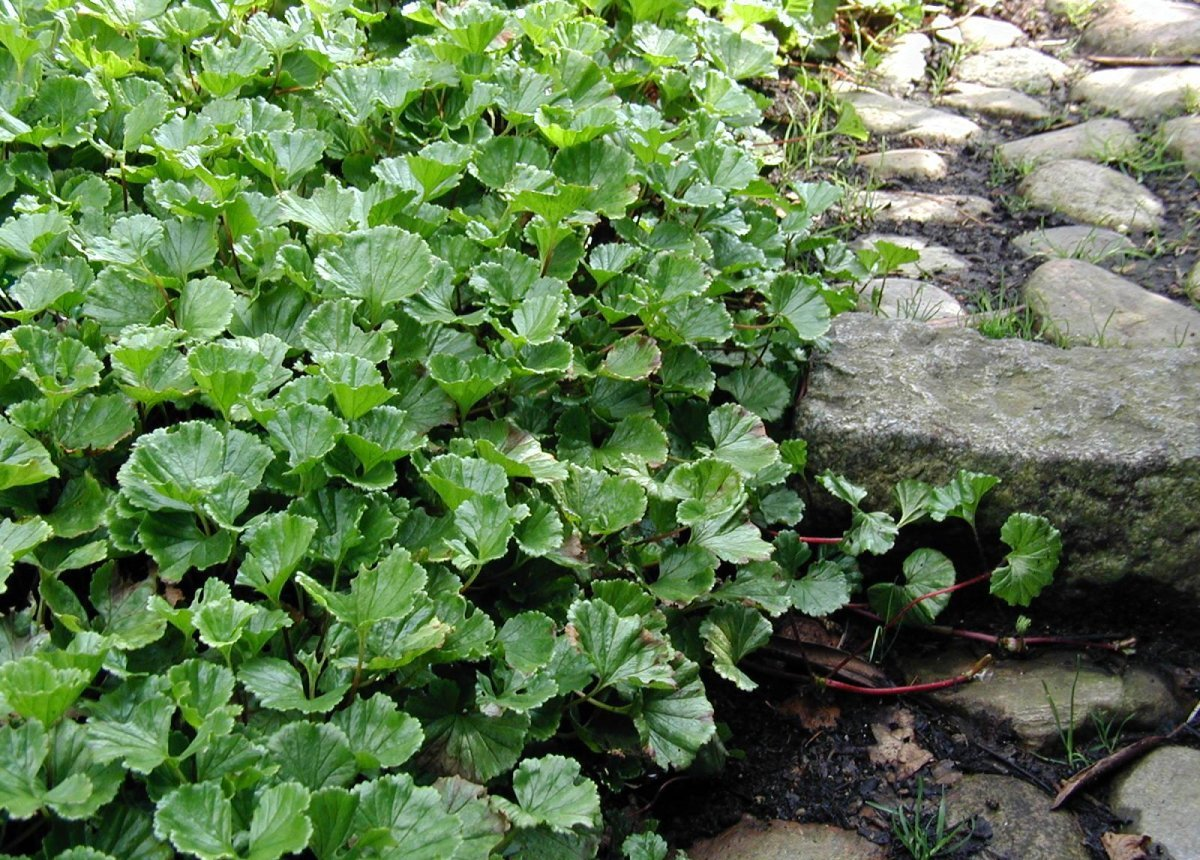
Gunnera magellanica jako skalnička